# Hart Bochner
Hart Matthew Bochner (n. 3 octombrie 1956, Toronto, Canada) este un actor, regizor de film, scenarist și producător canadian. A apărut în filme precum Breaking Away (1979), Terror Train (1980), Rich and Famous (1981), The Wild Life (1984), Making Mr. Right (1987), Die Hard (1988), Apartment Zero (1988), Mr. Destiny (1990), Mad at the Moon (1992), Break Up (1998), Liberty Stands Still (2002) sau Spread (2009). În televiziune, este cunoscut pentru rolurile sale din War and Remembrance (1988–89), Children of the Dust (1995), Baby for Sale (2004), The Starter Wife (2008) sau Scandal (2015).

## Filmografie

### Film
| An   | Titlu                                                               | Rol                                         | Note               |
| ---- | ------------------------------------------------------------------- | ------------------------------------------- | ------------------ |
| 1977 | Insule în derivă                                                    | Tom Hudson                                  |                    |
| 1979 | Luând distanță / Breaking Away                                      | Rodney "Rod"                                |                    |
| 1980 | Terror Train                                                        | "Doc" Manley                                |                    |
| 1981 | Bogate și celebre / Rich and Famous                                 | Chris Adams                                 |                    |
| 1984 | Superfata / Supergirl                                               | Ethan                                       |                    |
| 1984 | Născut pentru a fi liber / The Wild Life                            | David Curtiss                               |                    |
| 1987 | Iubitul meu android / Making Mr. Right                              | Don                                         |                    |
| 1988 | Greu de ucis / Die Hard                                             | Harry Ellis                                 |                    |
| 1988 | Apartamentul zero / Apartment Zero                                  | Jack Carney                                 |                    |
| 1989 | Fellow Traveller                                                    | Clifford Byrne                              |                    |
| 1990 | Domnul Destin / Mr. Destiny                                         | Niles Pender                                | comedie fantastică |
| 1992 | Mad at the Moon                                                     | Miller Brown                                |                    |
| 1993 | Inocentul / Nevinovatul / The Innocent                              | Russell                                     |                    |
| 1993 | Batman: Masca Fantasmei / Batman: Mask of the Phantasm              | Arthur Reeves                               | Voce               |
| 1998 | Bulworth                                                            | Hugh Waldron, Bulworth's Political Opponent | nemenționat        |
| 1998 | Break Up                                                            | Frankie Dade                                |                    |
| 1999 | Anywhere But Here                                                   | Josh Spritzer                               |                    |
| 2000 | Urban Legends: Final Cut                                            | Professor Solomon                           |                    |
| 2001 | Speaking of Sex                                                     | Felix                                       |                    |
| 2001 | Say Nothing                                                         | Matt                                        |                    |
| 2002 | În vizorul morții / Liberty rămâne nemișcată / Liberty Stands Still | Cpt. Hank Wilford                           |                    |
| 2002 | Project Redlight                                                    | Narator                                     | Scurtmetraj        |
| 2009 | Playboy de L.A. / Spread                                            | Will                                        | nemenționat        |
| 2009 | Company Retreat                                                     | Lonny                                       |                    |
| 2013 | Carrie                                                              | Mr. Hargensen                               | nemenționat        |
| 2016 | Regulile nu se aplică / Rules Don't Apply                           | Colonel Willis                              |                    |

### Televiziune
| An        | Titlu                        | Rol                    | Note                                               |
| --------- | ---------------------------- | ---------------------- | -------------------------------------------------- |
| 1980      | Haywire                      | William "Bill" Hayward | Film de televiziune                                |
| 1981      | East of Eden                 | Aron Trask             | Miniserial; 3 episoade                             |
| 1982      | Having It All                | Jess Enright           | Episodul                                           |
| 1982      | Callahan                     | Callahan               | Film de televiziune                                |
| 1984      | The Sun Also Rises           | Jake Barnes            | Miniseries                                         |
| 1988–1989 | War and Remembrance          | Byron Henry            | Miniserial; 12 episoade                            |
| 1990      | Teach 109                    | Dr. Bonner             | Scurtmetraj TV                                     |
| 1991      | Screen Two                   | Clifford Byrne         | Episodul: "Fellow Traveller"                       |
| 1991      | And the Sea Will Tell        | Buck Walker            | Film de televiziune                                |
| 1993      | Complex of Fear              | Ray Dolan              | Film de televiziune                                |
| 1993      | The Legend of Prince Valiant | Roland                 | Voce, episodul: "The Shadows of Destiny"           |
| 1995      | Children of the Dust         | Shelby Hornbeck        | Film de televiziune                                |
| 2001      | Night Visions                | Jack                   | Episodul: "Now He's Coming Up the Stairs/Used Car" |
| 2001      | Silicon Follies              | Unknown                | Film de televiziune                                |
| 2003      | Crossing Jordan              | Dr. Ben Hothorne       | Episodul: "Ockham's Razor"                         |
| 2003      | Once Around the Park         | Nick Wingfield         | Film de televiziune                                |
| 2004      | Baby for Sale                | Steve Johnson          | Film de televiziune                                |
| 2005      | The Inside                   | Cole Brandt            | Episodul: "Old Wounds"                             |
| 2008      | The Starter Wife             | Zach McNeill           | 10 episoade                                        |
| 2012      | Scruples                     | Ellis Ikehorn          | Film de televiziune                                |
| 2012      | Leverage                     | Frank Madigan          | Episodul: "The Corkscrew Job"                      |
| 2013      | Anatomia lui Grey            | Julian Crest           | Episodul: "This Is Why We Fight"                   |
| 2013      | Franklin & Bash              | Patrick Fitzgerald     | Episodul: "Shoot to Thrill"                        |
| 2014      | Feed Me                      | Will                   | Episodul: "The Goal of Sexual Intercourse"         |
| 2015      | Scandal                      | Mayor Verrano          | Episodul: "I'm Just a Bill"                        |
| 2015      | Royal Pains                  | Bruce Beeman           | Episodul: "Lending a Shoulder"                     |
| 2017      | Criminal Minds               | Sam Bower              | Episodul: "Unforgettable"                          |
| 2019      | Too Old To Die Young         | Locotenent             | Rol secundar                                       |